# Sergio Chiamparino

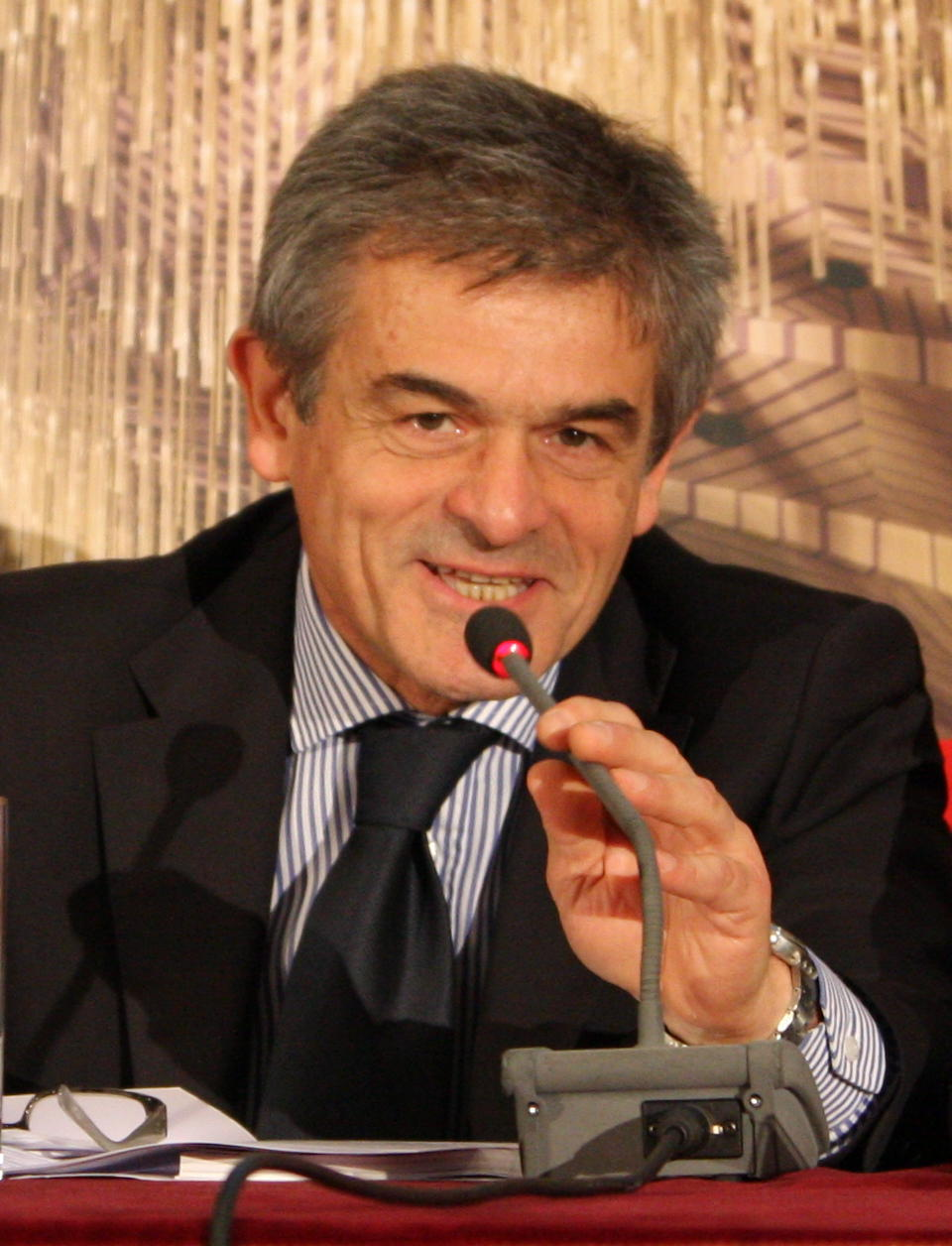
Sergio Chiamparino (2008)

Sergio Chiamparino (* 1. September 1948 in Moncalieri, Piemont) ist ein italienischer Politiker des sozialdemokratischen Partito Democratico. Chiamparino war von 2014 bis 2019 Präsident der Region Piemont. Von 2001 bis 2011 war er Bürgermeister der Stadt Turin.

## Werdegang
Chiamparino entstammt einer Arbeiterfamilie. Er absolvierte eine Wirtschaftsfachoberschule und anschließend ein Studium der Politikwissenschaften an der Universität Turin. Nach seinem Wehrdienst in der Gebirgsartillerie kehrte er 1975 an die Universität zurück, um eine akademische Laufbahn zu beginnen. Gleichzeitig wurde er als Mitglied der Kommunistischen Partei Italiens Fraktionsvorsitzender im Gemeinderat seiner Heimatstadt Moncalieri. Im weiteren Verlauf übernahm er in der piemontesischen KPI verschiedene Parteiämter sowie leitende Funktionen im Gewerkschaftsbund CGIL. 1991 stand er der KPI-Nachfolgepartei PDS in der Provinz Turin und dann in der Region Piemont vor. 1993 wurde er Stadtrat in Turin, 1996 zog er als Abgeordneter in die Camera dei deputati in Rom ein.
2001 wurde Sergio Chiamparino zum Bürgermeister von Turin gewählt und 2006 mit einer Zweidrittelmehrheit für weitere fünf Jahre in diesem Amt bestätigt. Ein zentraler Bereich seiner Arbeit waren die Olympischen Winterspiele 2006. Daneben hatte er auch verschiedene Parteiämter auf nationaler Ebene inne und leitete von 2009 bis 2011 die Vereinigung italienischer Gemeinden ANCI. 2011 schied Chiamparino aus der Lokalpolitik aus, da das italienische Kommunalrecht keine dritte Amtszeit als Bürgermeister von Turin zuließ. Von 2012 bis 2014 leitete er die Stiftung Compagnia di San Paolo. Am 25. Mai 2014 errang er bei den Direktwahlen für das Amt des Präsidenten der Region Piemont 47 Prozent der Wählerstimmen.